# Atanasio Domínguez
Atanasio Domínguez (Città del Messico, 1740 circa – 1803-1805) è stato un francescano messicano.

## Biografia
Fray Francisco Atanasio Domínguez nacque a Città del Messico intorno al 1740 e nel 1757, all'età di 17 anni, entrò nell'ordine francescano. Nell'ottobre 1772, Domínguez era al Convento di Veracruz come Commissario del Terzo Ordine. Arrivò a Santa Fe il 22 marzo 1776, nell'attuale Nuovo Messico, della provincia messicana per ispezionare la Custodia della Conversione di San Paolo e indagare sull'apertura di una rotta terrestre da Santa Fe a Monterey, California. Al suo ritorno a Santa Fe e Città del Messico, Domínguez presentò ai suoi superiori francescani un rapporto molto critico sull'amministrazione delle missioni del Nuovo Messico. Le sue opinioni lo fecero cadere in disgrazia presso i francescani al potere, portandolo a un incarico in un oscuro posto in una missione del deserto di Sonora nella provincia di Sonora y Sinaloa nel nord del Messico.
Nel 1777, Domínguez tornò in Messico e fu cappellano dei presidi di Nueva Vizcaya. Nel 1800 si trovava a Janos, Sonora, in Messico. Morì tra il 1803 e il 1805.